# Sebastiane (filmová cena)

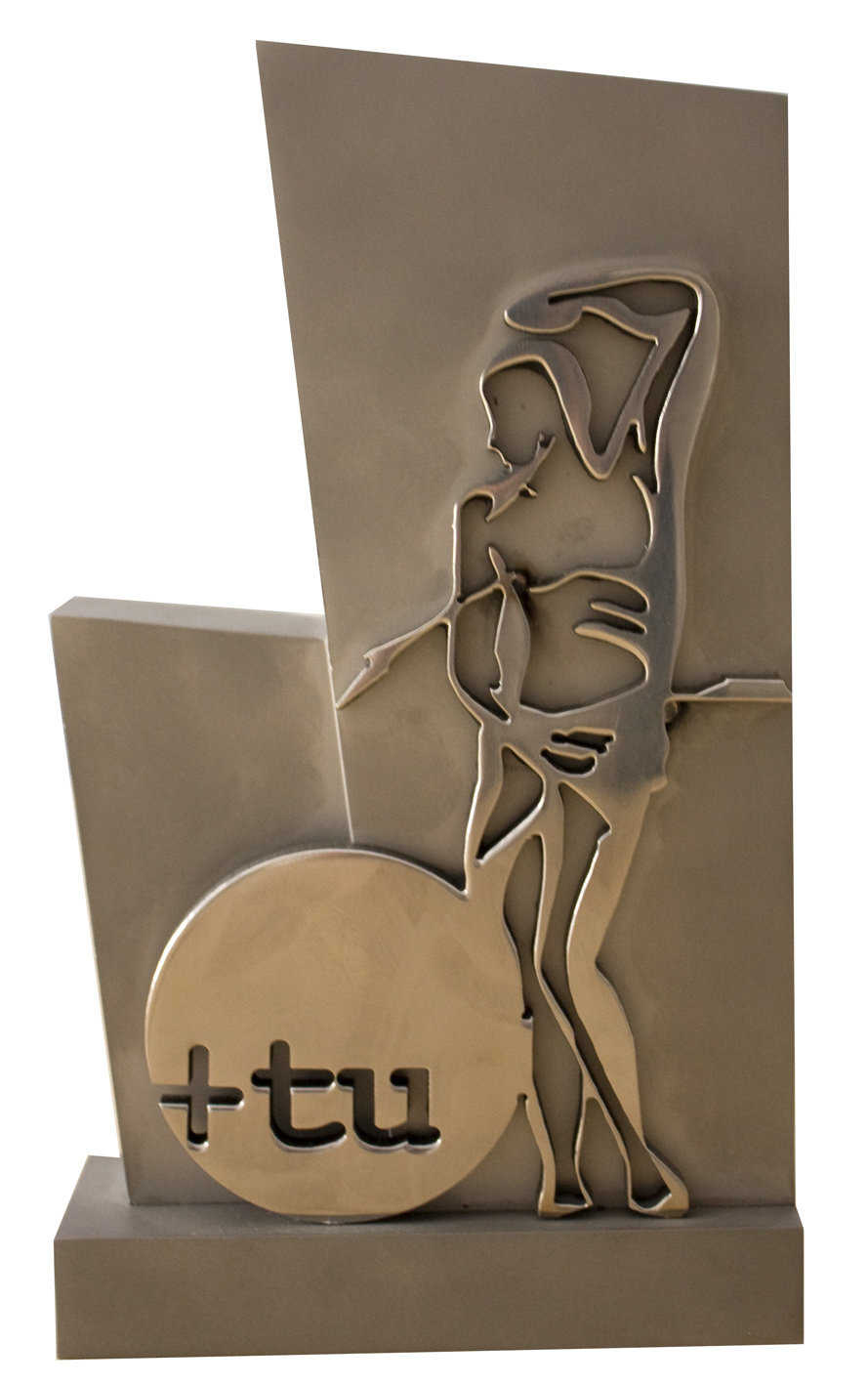
Ocenění Sebastiane

Sebastiane (španělsky: Premio Sebastiane del Festival de San Sebastián) je ocenění v oblasti kinematografie s gay, lesbickou, bisexuální a transgender tematikou, které je od roku 2000 udělováno v rámci mezinárodního filmového festivalu v San Sebastiánu. Oceněn je jeden z hraných či dokumentárních filmů, které jsou v daném ročníku uvedeny v oficiální nebo paralelních sekcích. Prvním oceněným filmem se stal španělský snímek Krámpack.

## Cena
O cenu se ucházejí všechny filmy, které jsou uvedeny v hlavní či souběžných sekcích festivalu a zobrazují téma LGBT (a to i ve vedlejší roli).
Pojmenování ceny je odvozeno od názvu britského filmu Sebastiane z roku 1976, ve kterém Derek Jarman zfilmoval příběh svatého Šebestiána s homoerotickým podtextem. Světec je rovněž symbolem a patronem města San Sebastián, které nese jeho jméno. Cena tak představuje siluetu sv. Šebestiána v tradičním zobrazení jako polonahé mužské torzo. Autorem návrhu je sochař Enrique Rojas. O vítězi rozhoduje mezinárodní porota.

## Vítězové
2000
- Krámpack – režie: Cesc Gay,  Španělsko

2001
- Falešné vztahy – režie: Ferzan Özpetek,  Itálie

2002
- Tani tatuwen piyabanna – režie: Asoka Handagama,  Srí Lanka

2003
- Zavražděné slunce – režie: Abdelkrim Bahloul,  Alžírsko /  Belgie /  Francie

2004
- Obdivuhodný boxer – režie: Ekachai Uekrongtham,  Thajsko

2005
- Malas temporadas – režie: Manuel Martín Cuenca,  Španělsko

2006
- Estrellas de la Línea – režie: Chema Rodríguez,  Španělsko

2007
- Sukkar banat – režie: Nadine Labaki,  Francie /  Libanon

2008
- Vicky Cristina Barcelona – režie: Woody Allen,  USA /  Španělsko

2009
- Protiproud – režie: Javier Fuentes-León,  Kolumbie /  Peru

2010
- 80 dnů – režie: José Mari Goenaga a Jon Garaño,  Španělsko

2011
- Albert Nobbs – režie: Rodrigo García,  Irsko /  Spojené království

2012
- Joven y Alocada – režie: Marialy Rivas,  Chile

2013
- Klub poslední naděje – režie: Jean-Marc Vallée,  USA

2014
- Une nouvelle amie – režie: François Ozon,  Francie

2015
- Všechno, co mám – režie: Peter Sollett,  USA

2016
- Bar Bahar – režie: Maysaloun Hamoud,  Izrael

2017
- 120 BPM – režie: Robin Campillo,  Francie

2018
- Girl – režie: Lukas Dhont,  Belgie /  Nizozemsko

2019
- Monos – režie: Alexis Dos Santos a Alejandro Landes,  Kolumbie /  Argentina

2020
- Falling – režie: Viggo Mortensen,  USA

## Sebastiane Latino
Od roku 2013 je udělována cena Sebastiane Latino pro filmy s LGBT tématem původem z Latinské Ameriky.
2013
- Quebranto – režie: Roberto Fiesco,  Mexiko

2014
- Pláž Futuro – režie: Karim Aïnouz,  Brazílie

2015
- Mariposa – režie: Marco Berger,  Argentina

2016
- Rara – režie: Pepa San Martín,  Chile

2017
- Fantastická žena – režie: Sebastián Lelio,  Chile

2018
- Las herederas – režie: Marcelo Martinessi,  Paraguay